# Servicedesk

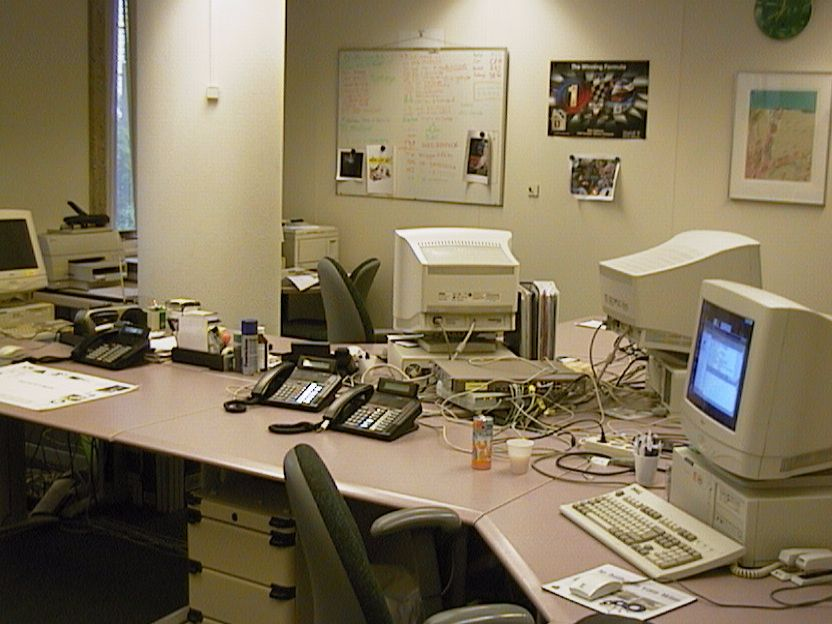
Een servicedesk in 1999

De servicedesk is een functie binnen een facilitaire organisatie, meestal in de ICT. De servicedesk fungeert als het aanspreekpunt voor gebruikers van een product of dienst, wanneer deze gebruikers vragen of problemen hebben, en handelt deze vervolgens af.  
Binnen het referentiekader van ITIL wordt de servicedesk beschreven als ofwel een functie van de serviceproductiefase (ITIL V3) ofwel een van de 34 beste praktijkoplossingen binnen het servicewaardesysteem (ITIL 4). In het dagelijks spraakgebruik wordt de term servicedesk echter zowel gebruikt voor de functie van servicedesk, als voor een fysieke helpdesk (al dan niet ondersteund door een callcenter) waar gebruikers hun problemen en vragen kwijt kunnen.

## Registratie van meldingen
Gebruikers melden hun bevindingen, vragen en verzoeken bij de servicedesk via een toegangskanaal. Afhankelijk van hoe de servicedesk is vormgegeven, kan dit bijvoorbeeld telefonisch, via een webportaal, een live-chat met een medewerker of een chatbot, via e-mail of door fysiek een kantoor langs te gaan. De meldingen kunnen vervolgens worden verwerkt en afgehandeld volgens de binnen de organisatie afgesproken werkprocessen. Eventueel wordt hier een informatiesysteem bij ingezet waar de meldingen in geregistreerd worden. Afhankelijk van het gebruikte informatiesysteem worden klanten en gebruikers automatisch van de status van hun melding op de hoogte gehouden, en ondersteunt een ingebouwde workflow de vlotte afhandeling door de juiste personen op het juiste moment.  
Afhankelijk van de aard van het product of de dienst die de servicedesk ondersteunt, of het door de klant of gebruiker met de dienstverlener afgesloten contract, is de servicedesk non-stop beschikbaar, of enkel binnen een afgesproken ondersteuningsvenster, bijvoorbeeld enkel binnen kantooruren.   

## Medewerkers
De medewerkers van een servicedesk hebben verschillende rollen:  
- De servicedeskmanager stuurt de activiteiten van de servicedesk aan, rapporteert aan het management en treedt op als escalatiepunt voor de teamleiders.
- De teamleider zorgt dat het kennisniveau van het team en het aantal teamleden op peil is, en treedt op als escalatiepunt bij lastige vragen.
- De analisten in het team pakken de vragen en bevindingen op die er van klanten en gebruikers binnenkomen. Afhankelijk van hoe de organisatie is ingericht, kan dit een team van experts zijn die alle vragen en problemen zelf oppakt, of kent men verschillende teams met verschillende kennisniveaus of expertises. In een organisatie met verschillende teams zal er in de regel gebruik gemaakt worden van een eerste lijn, die de binnengekomen melding enkel registreert, of hooguit eenvoudige verzoeken afhandelt - al dan niet met een belscript en een kennisbank. De meer complexe vragen en problemen worden doorgezet naar de teams met specifieke expertise. Om de analisten te ontlasten wordt er binnen sommige organisaties kunstmatige intelligentie ingezet. Sommige bedrijven hebben bijvoorbeeld een chatbot op hun website die de meest basale vragen ondervangt, waardoor de servicedesk zich met de meer complexe vragen kan bezighouden.[1]
- Supergebruikers

Bij een externe servicedesk wordt de gehele personele bezetting van de dienstverlening op facilitair of ICT gebied uitbesteed aan een externe leverancier. Bij een interne servicedesk is het personeel op de servicedesk eigen personeel en is vaak het grootste deel van de service-organisatie in eigen beheer.

## Meetwaarden
De prestaties van de servicedesk kunnen worden gemeten middels kritieke prestatie-indicatoren zoals het percentage vragen dat wordt afgehandeld binnen de in de SLA-overeenkomst afgesproken doelstellingen, en de gemiddelde tijd die benodigd is voor de afhandeling van een incident. Ook kan de organisatie na afronding van het contact aan klanten en gebruikers vragen hoe hun ervaring met de servicedesk was. Deze meting kan worden uitgevoerd met behulp van een enquête of een klanttevredenheidsonderzoek. Afhankelijk van het gebruikte informatiesysteem voor de registratie van meldingen kunnen deze indicatoren uit dit systeem gehaald worden, en kan een dergelijke systeem ook automatisch een klanttevredenheidsonderzoek uitsturen.